# Jérôme Onguéné
Jérôme Onguéné, né le 22 décembre 1997 à Mbalmayo au Cameroun, est un footballeur international camerounais.

## Biographie

### En club
Jérôme Onguéné est né au Cameroun dans la ville de Mbalmayo où il grandit jusqu'à l'âge de onze ans. Il joue dans un club de sa ville avant de rejoindre la France et plus précisément Mulhouse. Deux ans plus tard, le FC Sochaux le recrute où il arrive évoluant au poste d'attaquant avant d'être repositionné défenseur central. Il parcourt les équipes juniors du club franc-comtois et remporte la coupe Gambardella 2015. Après avoir joué son premier match professionnel lors du 1er tour de coupe de la ligue en août 2014, il participe aux trois derniers matchs de Ligue 2 avant d’intégrer le groupe professionnel lors de la saison 2015-2016 alors qu'il est âgé de dix-sept ans.
Il prend rapidement une place de titulaire indiscutable au sein de l'effectif du FCSM et inscrit son premier but professionnel professionnel en Ligue 2 le 23 octobre 2015, lors d'une défaite deux buts à un lors d'un déplacement sur la pelouse du Havre AC.
Le 31 janvier 2017, Onguéné signe un contrat de trois ans et demi avec le VfB Stuttgart.

### En équipe nationale
Jérôme Onguéné est régulièrement sélectionné dans les équipes nationales françaises de jeunes. Il joue ainsi successivement avec les moins de 16 ans, les moins de 17 ans, les moins de 18 ans et enfin les moins de 19 ans. Avec les moins de 19 ans, il inscrit un but le 4 septembre 2015, lors d'un match amical face aux États-Unis.
Dès décembre 2017, il annonce sentir son avenir bouché chez les Bleus et qu'il se voit plus jouer pour son pays d'origine "Aujourd’hui la balance penche plutôt en faveur du Cameroun." En août 2018, il annonce qu'il jouera désormais pour l'équipe du Cameroun. Il connaît ainsi sa première sélection en étant titularisé face au Malawi pour les éliminatoires de la CAN 2019.

## Statistiques
Le tableau ci-dessous retrace la carrière de Jérôme Onguéné depuis ses débuts :
| Saison                | Club                   | Championnat           | Championnat | Championnat | Coupe nationale | Coupe nationale | Coupe de la Ligue | Coupe de la Ligue | Compétition(s) continentale(s) | Compétition(s) continentale(s) | Compétition(s) continentale(s) | Total | Total |
| Saison                | Club                   | Division              | M.          | B.          | M.              | B.              | M.                | B.                | Comp.                          | M.                             | B.                             | M.    | B.    |
| 2014-2015             | FC Sochaux-Montbéliard | Ligue 2               | 3           | 0           | -               | -               | 1                 | 0                 | -                              | -                              | -                              | 4     | 0     |
| 2015-2016             | FC Sochaux-Montbéliard | Ligue 2               | 32          | 1           | 6               | 0               | 2                 | 0                 | -                              | -                              | -                              | 40    | 1     |
| 2016-2017             | FC Sochaux-Montbéliard | Ligue 2               | 10          | 0           | -               | -               | 4                 | 0                 | -                              | -                              | -                              | 14    | 0     |
| Sous-total            | Sous-total             | Sous-total            | 45          | 1           | 6               | 0               | 7                 | 0                 | -                              | -                              | -                              | 58    | 1     |
| 2016-2017             | VfB Stuttgart          | 2. Bundesliga         | -           | -           | -               | -               | -                 | -                 | -                              | -                              | -                              | 0     | 0     |
| 2017-2018             | FC Liefering           | Bundesliga            | 3           | 0           | -               | -               | -                 | -                 | -                              | -                              | -                              | 3     | 0     |
| 2017-2018             | Red Bull Salzbourg     | Bundesliga            | 17          | 4           | 4               | 1               | -                 | -                 | C3                             | 1                              | 0                              | 22    | 5     |
| 2018-2019             | Red Bull Salzbourg     | Bundesliga            | 13          | 3           | 4               | 0               | -                 | -                 | C3                             | 5                              | 0                              | 22    | 3     |
| 2019-2020             | Red Bull Salzbourg     | Bundesliga            | 23          | 1           | 5               | 0               | -                 | -                 | C1+C3                          | 4+2                            | 0+1                            | 34    | 2     |
| 2020-2021             | Red Bull Salzbourg     | Bundesliga            | 9           | 1           | 2               | 0               | -                 | -                 | C1                             | 4                              | 0                              | 15    | 1     |
| 2021-2022             | Red Bull Salzbourg     | Bundesliga            | 11          | 2           | 2               | 0               | -                 | -                 | C1                             | 5                              | 0                              | 18    | 2     |
| Sous-total            | Sous-total             | Sous-total            | 73          | 11          | 17              | 1               | 0                 | 0                 | -                              | 21                             | 1                              | 111   | 13    |
| 2020-2021             | Genoa CFC (prêt)       | Serie A               | 4           | 0           | -               | -               | -                 | -                 | -                              | -                              | -                              | 4     | 0     |
| 2021-2022             | Eintracht Francfort    | Bundesliga            | -           | -           | -               | -               | -                 | -                 | -                              | -                              | -                              | 0     | 0     |
| 2022-2023             | Eintracht Francfort    | Bundesliga            | -           | -           | -               | -               | -                 | -                 | -                              | -                              | -                              | 0     | 0     |
| 2023-2024             | Servette FC            | Super League          | 2           | 0           | 1               | 0               | -                 | -                 | -                              | -                              | -                              | 3     | 0     |
| Total sur la carrière | Total sur la carrière  | Total sur la carrière | 126         | 12          | 25              | 1               | 7                 | 0                 | -                              | 21                             | 1                              | 179   | 14    |

## Palmarès

### En club
Avec l'équipe des jeunes du FC Sochaux, il remporte la Coupe Gambardella en 2015.
Avec le Red Bull Salzbourg, il est Champion d'Autriche en 2018, 2019, 2020, 2021 et 2022 remporte la Coupe d'Autriche en 2019 et 2020 et est finaliste en 2018.

### En sélection
Avec l'équipe de France des moins de 19 ans, il remporte l'Euro en 2016.

## Scandale
En 2013, un tweet homophobe utilisant le hashtag #LesGaysDoiventDisparaitreCar est attribué au joueur tout juste âgé de 16 ans, provoquant une procédure disciplinaire dans le centre de formation du FC Sochaux qu'il fréquentait alors.